# الأرجب (المخادر)

تعديل مصدري - تعديل

الأرجب هي إحدى قرى عزلة بضعة بمديرية المخادر التابعة لمحافظة إب، بلغ تعداد سكانها 191 نسمة حسب تعداد اليمن لعام 2004.